# Ховенија
Ховенија (Hovenia dulcis Thunb. синоними: Hovenia acerba Lindl. Hovenia inequalis DC.) припада реду Rhamnales, породици Rhamnaceae – кркавине. Род обухвата две врсте чији је ареал Источна Азија (југ Јапана, Северна и Централна Кина и Хималаји), где се простире и до 2000 m.н.в. 

## Опис врсте
Ховенија је ниско, брзорастуће, листопадно дрво, високо 15 m и прсним пречником 40–50 cm, са јајастом круном средње густине и великим бројем мањих бочних грана. Кора је у почетку код младих стабала глатка и сива, касније пуца плитким и уским, уздужним браздама, постаје светлије сива и љушти се у траке испод којих остаје наранџастосмеђа подлога. Пупољци су тамнобраон, длакави и са две љуспе. Листови су наизменично распоређени, прости, 10–17 cm дуги и 6–12 cm широки, срцасте или равне (округле) основе, често асиметричне, на петељкама 2,5–5 cm дугим; широко елиптични, при врху зашиљени, извученог врха, по ободу таласасти и тестерасто назубљени, тамнозелени, сјајни, изражене нерватуре.
Цветови су ситни, крем бели, петочлани, мирисни, хермафродитни, самооплодни, скупљени у густе, збијене, гроздасте цвасти. Цветају од половини јуна до августа. Када су лета хладна и свежа, цветање се помера на крај лета па нема плодоношења, или плодови не сазреле. Плодове чине округле тросемене чауре пречника 6 mm на кратким (до 3 mm) петељкама. Чауре су у почетку црвене боје, а касније постају светлосиве или смеђе. Образују се на врховима разраслих, задебљалих, меснатих грана, црвенкасте до смеђе боје. Меснате дршке плодова и гране цвасти имају укус сувог грожђа, јестиве су и најукусније када опадну на земљу, јер се тада концентрација шећера повећа и плодови се осуше. Они садрже 11,4% глукозе, 4,7% фруктозе и 12,6% сахарозе. Семе 3,5-4,5 mm смеђе, заобљено, пљоснато, код микропиле засечено и нешто тамније као и на супротном крају. Семе је са танким слојем ендосперма и лопатастим ембрионом кратке осе.

## Однос према еколошким факторима
Ховенија је хелиофилна, ксеротермна и медоносна врста, може да поднесе делимичну засену, али за успешан развој и леп изглед треба јој обезбедити отворене положаје са пуно сунца, јер пуна осунчаност доприноси ранијем и обилнијем цветању и плодоношењу. Највише јој одговарају југозападне експозиције. Подноси широк распон земљишних услова, развија се на глиновитим, песковитим, иловастим, киселим и базним земљиштима, али највећу виталност показује на добро дренираним, умерено влажним, песковитим иловачама. Издржава температуре до –5ºС на погодном станишту;, на основу искуства са бугарске црноморске обале, саднице млађе од три године страдају на температури –10 °C. Старија стабла издржавају краће време на –15 °C, при нижим температурама измрзавају млади леторасти, а летална температура је –23 °C.
У Европу Ховенија је интродукована 1820. године где успешно расте у зонама 8–10 као украсна врста (цветови, листови, плодови). Посебно је ефектна када је у групи, због лепе јесење боје. У Србији не расте, а ретко се налази и у медитеранском делу Црне Горе. Публикације о флори и вегетацији Бококоторског залива и херцегновског подручја не наводе је. Једино Анић пише о неколико стабала у Херцег Новом.

## Размножавање
Врста се лако размножава генеративно, сетвом семена. Семе има непропусну семењачу па га пре сетве треба третирати концентрованом сумпорном киселином у трајању од 5-120 минута. После овог третмана исклија 68-88% семена. Механичким озлеђивањем семењаче постиже се 78% исклијалих зрна, док истовремено исклија свега 30% нетретираног семена.